# Пилипенкова Гора
Пилипе́нкова Гора —  городище раннего периода зарубинецкой культуры на юго-восточной окраине города Канева Черкасской области Украины. Датируется III веком до н. э. — I веком н. э. Располагается на останце у самой кромки днепровского берега, на восьмидесятиметровой высоте над уровнем Днепра. По типологии относится к мысовому городищу, территориально и по археологическому материалу — к среднеднепровскому типу.

## Описание

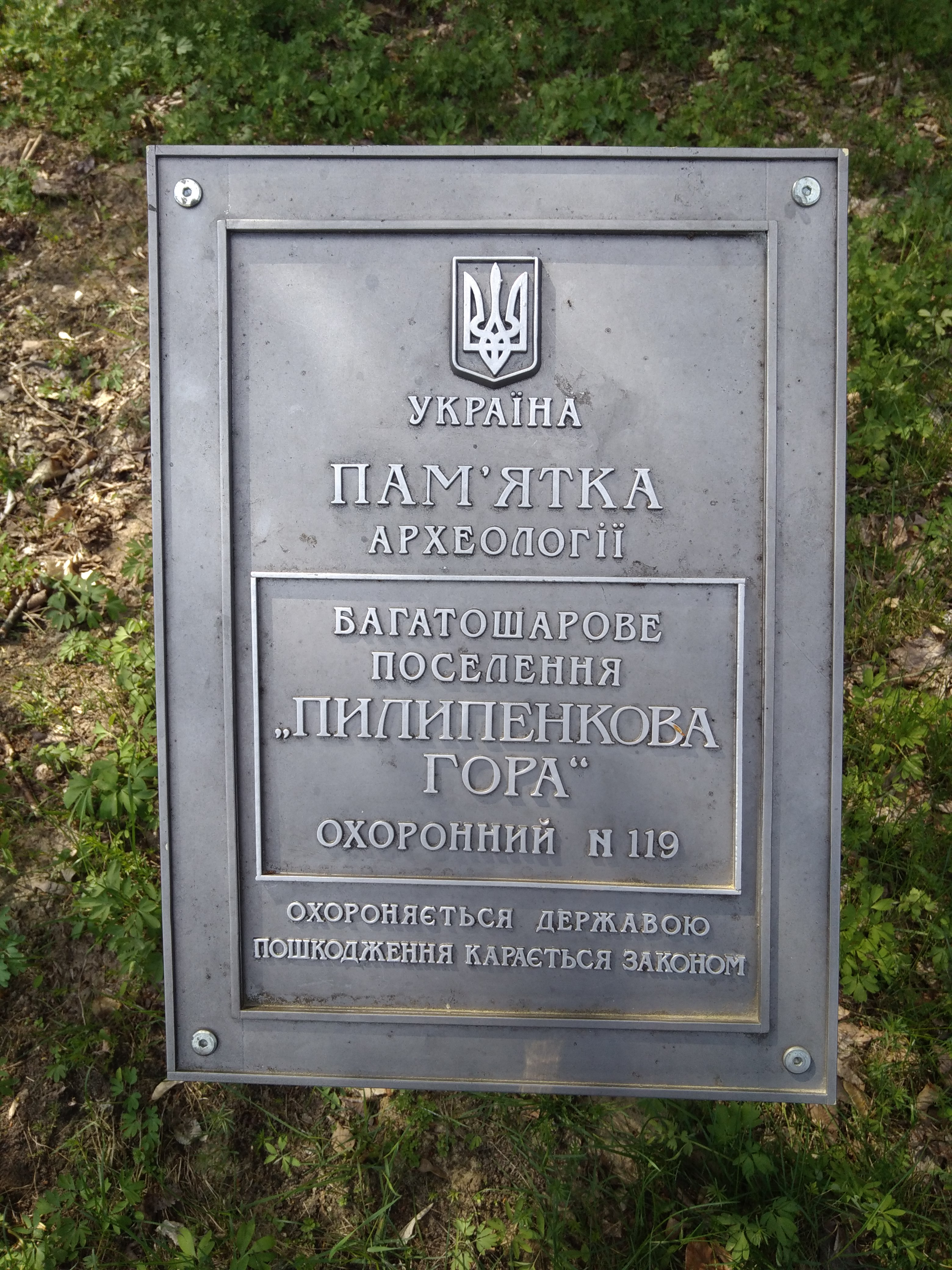

Поселение Пилипенкова Гора было открыто в 1945 году экспедицией Института археологии АН СССР под руководством Т. С. Пассек. В 1948 году были проведены небольшие раскопки Киевским государственным университетом под руководством В. А. Богусевича. Постоянные стационарные раскопки на Пилипенковой Горе были начаты в 1966 году и продолжались в течение пяти полевых сезонов. За время работ была выяснена планировка поселения, исследована структура валов и рвов, обнаружены остатки 38 жилых и 112 хозяйственных сооружений.
Площадку поселения со всех сторон окружали построенные укрепления. На пологом юго-восточном склоне, у подножия которого протекал ручей, существовали ещё две линии укреплений. Вся вершина холма в пределах верхней линии укреплений была застроена жилыми и хозяйственными постройками. Жилища располагались в определённом порядке — группами и по кругу. Такая застройка применялась многими поколениями жителей Горы. Это может говорить об особенностях зарубинецкого общественного устройства в период III—I веков до н. э. На Пилипенковой Горе проживало несколько больших семей патриархального типа, состоящих из нескольких малых индивидуальных семей, сохранивших кровные родственные связи. Малые родственные семьи размещались по территориальному признаку и имели общий коллективный внутренний двор. Но малая семья была уже независимой в хозяйственном отношении; имела своё жилище, очаг, хозяйственные ямы, ремесленные постройки.

### Жилища
Жилища имели квадратные или прямоугольные в плане формы. Основу стен составляли вертикальные столбы диаметром 10—15 см, вкопанные в землю на расстоянии около метра друг от друга. Между столбами сооружалась стена из жердей, которая обмазывалась с обеих сторон глиной. Внутренняя сторона могла покрываться меловой побелкой. Пол жилища представлял собой выровненную почти горизонтальную песчано-глинистую утрамбованную площадку на материковом грунте. Очаг находился в центре сооружения или у какой-либо стены. Это была простая конструкция места для открытого огня непосредственно на земляном полу. Иногда очаг ограждался по кругу невысокой каменной стенкой. Часто рядом с очагом располагалась очажная яма для золы, угля, разбитой посуды, остатков пищи. В тёплое время года использовались наружные очаги. Крыши предположительно были двускатные, крытые камышом, соломой и глиной.

### Хозяйственные постройки
Хозяйственные постройки представлены двумя типами. Простые ямы-погреба цилиндрической формы с вертикальными или наклонными стенками имели навесы или же деревянные плетнёвые крышки, обмазанные глиной. Второй тип сооружений — яма сложного профиля со ступеньками и земляным сводом.

### Оборонительные сооружения
На восточном склоне хорошо просматривались линии земляных укреплений. Относительно пологий восточный склон был защищён несколькими линиями земляных валов. В результате раскопок было установлено, что Пилипенкова Гора в зарубинецкое время имела земляные укрепления — являлась городищем. Время сооружения одного из исследованных валов археологи отнесли к раннезарубинецкому периоду — первой половине или середине I века до н. э. Особенности археологического материала в насыпях эскарпов, находящихся ниже по восточному склону, позволили отнести эти сооружения к концу I века до н. э. По времени сооружения эскарпы были уже второй оборонительной системой, в отличие от первой, состоящей из обычных невысоких земляных валов. Время сооружения второй оборонительной системы совпадает со временем сарматского появления на Среднем Поднепровье.